# Klaus Douglass
Klaus Douglass (* 1958 in Lausanne, Schweiz) ist ein deutscher Schriftsteller und Theologe.

## Leben
Douglass ist in der Schweiz geboren, hat aber die deutsche Staatsangehörigkeit. Er studierte Theologie und Philosophie und war von 1989 bis 2009 Gemeindepfarrer in Niederhöchstadt bei Frankfurt. Seit 2010 arbeitet er als theologischer Referent im Zentrum Verkündigung der Evangelischen Kirche in Hessen und Nassau in Frankfurt am Main. Ab März 2020 leitete er die Evangelische Arbeitsstelle für missionarische Kirchenentwicklung und diakonische Profilbildung in Berlin, eine gemeinsame Arbeitsstelle von EKD, Diakonie und missionarischen Diensten. Er ist Autor mehrerer Bücher und bekannt durch eine rege Seminartätigkeit in Deutschland, Österreich, Ungarn und der Schweiz. Seit einigen Jahren arbeitet Douglass auch auf säkularem Gebiet als Persönlichkeitstrainer. 
Er wohnt mit seiner Frau Kathrin Douglass und ihren beiden Söhnen in Eltville am Rhein. Aus erster Ehe hat Douglass zwei erwachsene Töchter.

## Veröffentlichungen
- Glaube hat Gründe. Eine lebendige Beziehung zu Gott finden. Kreuz, Stuttgart 1994. Neu überarbeitete Auflage 2010, jetzt bei C&P.
- Gottes Liebe feiern. Aufbruch zum neuen Gottesdienst. C&P, Glashütten 1998.
- mit Kai Scheunemann und Fabian Vogt: Ein Traum von Kirche. Wie ein Gottesdienst für Kirchendistanzierte eine Gemeinde verändert. Gerth, Asslar 1998.
- mit Kai Scheunemann und Fabian Vogt: Lebe deinen Traum. Wie eine klare Vision den Alltag verändert. Gerth, Asslar 1998.
- mit Kai Scheunemann und Fabian Vogt: Halte deine Träume fest. Wie ein selbstbewusster Umgang mit Fehlern und Grenzen das Leben verändert. Gerth, Asslar 2000.
- Die neue Reformation. 96 Thesen zur Zukunft der Kirche. Kreuz, Stuttgart 2001. Weitgehend unveränderte Paperback-Auflage 2016 bei C&P.
- Motivieren. Sich selbst und andere begeistern. C&P, Glashütten 2005.
- mit Fabian Vogt: Expedition zum Ich. In 40 Tagen durch die Bibel. Deutsche Bibelgesellschaft, Stuttgart, und C&P, Glashütten 2006.
- mit Eva Jung: Glück ist Jetzt. 50 Schritte auf dem Weg zum Glück. Adeo, Asslar 2010.
- Beten – ein Selbstversuch. Adeo, Asslar 2011.
- mit Fabian Vogt: Expedition zum Anfang. In 40 Tagen durch das Markusevangelium. Deutsche Bibelgesellschaft, Stuttgart, und C&P, Glashütten 2013.
- mit Fabian Vogt: Expedition zur Freiheit. In 40 Tagen durch die Reformation. Deutsche Bibelgesellschaft, Stuttgart, und C&P, Glashütten 2016.